# Universidad de Cahors
La Universidad de Cahors (en latín, Universitas Cadurcensis) fue una universidad francesa ubicada en Cahors, capital de Quercy, en lo que ahora es el departamento de Lot. Fue fundado en 1331 como Studium generale por una bula papal de Juan XXII, y disuelto en 1751 al fusionarse con la Universidad de Toulouse por decisión del canciller de La Moignon. Contaba entonces con 1600 estudiantes.

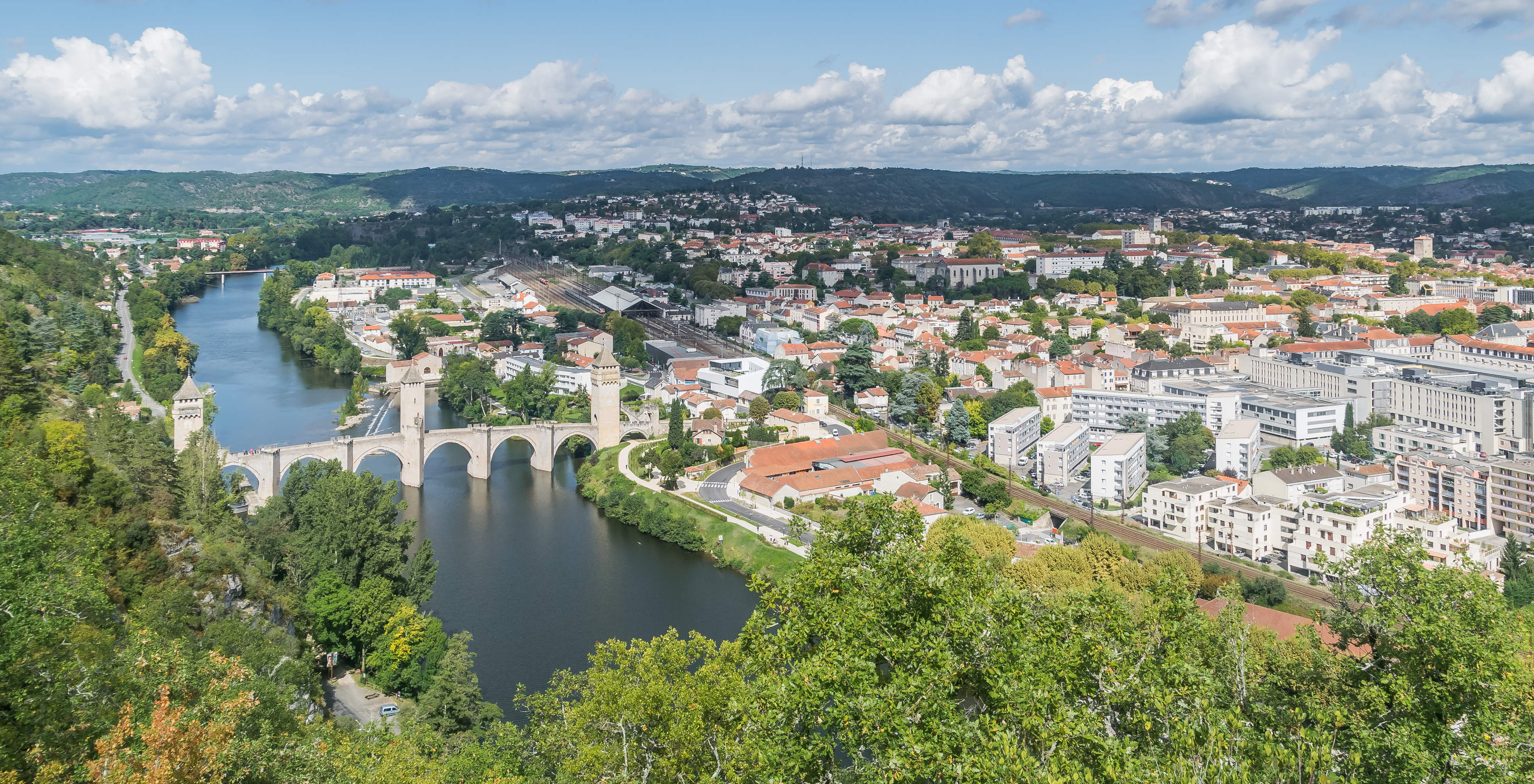
Vista de la ciudad de Cahors en la actualidad.

## Contexto histórico

### Época medieval
Existía en Cahors una tradición de escuelas episcopales y monásticas florecientes. Unos años antes se había creado la Universidad de Aviñón (1303) también bajo el pontificado de Juan XXII, un prelado nacido en Cahors en 1244.
Desde 1336 tienen lugar la entrega de los primeros doctorados. En 1337 había comenzado la guerra de los Cien años y la presencia inglesa en Aquitania era continua e iba en aumento. En una ordenanza del 14 de febrero de 1367, la ciudad de Cahors, que estaba bajo el dominio inglés ejercido por Eduardo de Woodstock, obtuvo confirmación de los privilegios de la universidad resaltando los gobernantes ingleses la relevancia que tenía para la Corona inglesa los maestros de leyes. Poco después, en 1369, son expulsados los ingleses de la capital y de la provincia de Quercy. Carlos V de Francia y el Duque de Anjou que gobernador en Aquitania, en prueba del comportamiento de la ciudad al expulsar a los ingleses, confirman a la universidad los privilegios concedidos por el príncipe inglés y les añaden otros hasta entonces reservados a la Universidad de Toulouse.
A pesar de estas brillantes muestras de favor real, a finales del siglo XIV y principios del XV la universidad transcurre por un período difícil ya que la guerra lo ha arrasado todo, los beneficios que se otorgaban a los estudiantes pobres no eran suficientes; incluso los mismos profesores muchas veces reclaman en vano su estipendio. Se abandonan los estudios por los combates que se mantendrán hasta 1453, y la universidad, prácticamente desaparecida, fue reorganizada en 1469 por Carlos, duque de Aquitania y hermano de Luis XI de Francia. La precariedad no impidió que los estudios fueran cada vez más florecientes y que el número de alumnos ascendiera a cuatro mil a finales del siglo XV. Las sesiones públicas de la Universidad son entonces más solemnes y los príncipes y obispos de la provincia asisten en gran número.

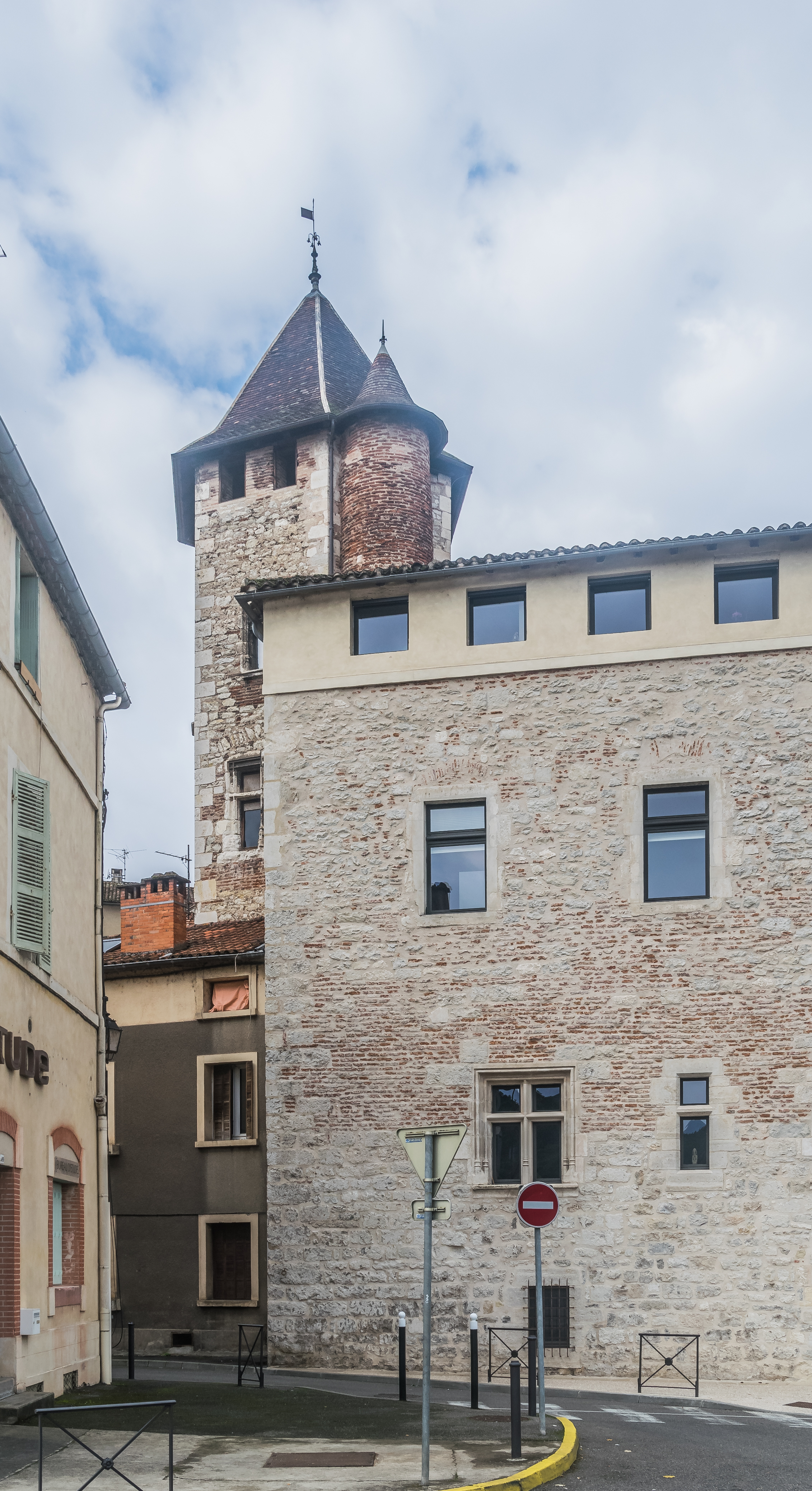
Collège universitaire Pélegri (Cahors)

### Época moderna
Este estado próspero coincide también con el Renacimiento: que abre para la ciencia y la medicina una nueva era más fructífera en resultados; continuó durante la primera parte del siglo XVI, que marcó el apogeo de la Universidad. Contaba entonces con profesores ilustres y reconocidos universalmente, los concursos para las cátedras eran de lo más concurrido y los estudiantes venían gracias a la gran reputación disfrutada.
Las guerras de religión vinieron a poner fin a este período de bonanza. En 1560, los estudiantes adoptaron la religión reformada, sus discusiones pronto causaron serios disturbios y varios protestantes fueron atacados por sus adversarios encabezados por el rector de la Universidad. El rey Carlos IX envió dos comisionados especiales para investigar el asunto: condenado a muerte, el canciller se logró salvar gracias a la intervención del mariscal de Francia, Blas de Montluc. A partir de entonces reinó el desorden en la universidad; los estudiantes se entregan a los placeres o a las discusiones religiosas, salen en ocasiones armados, cometen todo tipo de excesos y a menudo siembran el miedo en la ciudad de Cahors.
Los profesores también dan muestra de la violar igualmente los estatutos; realizan sus cursos irregularmente o incluso los abandonan. En 1579 los estados de Quercy reunidos en Moissac “compuestos de mentes sabias atormentadas por la decadencia cada vez mayor de las instituciones científicas” intentaron en vano poner fin a tales excesos. Al año siguiente Cahors fue tomada, tras una cruenta lucha, por las tropas de Enrique III, rey de Navarra, y sin su conocimiento, estuvo entregada durante varios días al saqueo. Para completar las calamidades Enrique IV realiza un nuevo ataque contra la universidad con la fundación de una academia protestante en Montauban.
Lentamente, durante el siglo XVII, la universidad volvió a levantarse de sus ruinas y durante algún tiempo recuperó su brillo anterior. Con todo, no pudo adaptarse a las numerosas normas promulgadas por Luis XIV‚ sobre la enseñanza de las facultades. Bajo el gobierno de este rey ya se habla de suprimirlo. Los profesores de la universidad, para evitar esta amenaza, se declaran dispuestos a sufrir todas las reformas que se les quiera imponer; pero no se hizo ningún intento. Los abusos continuaron aumentando, las cátedras quedaron vacantes, las luchas estallaron dentro de la universidad y terminaron arruinando su crédito. Varios comisionados fueron enviados sucesivamente en el siglo XVIII para hacer cumplir los estatutos, pero no alcanzaron su misión. El canciller d'Aguesseau fue requerido reiteradamente para que suprimiera la Universidad de Cahors a lo que se negó constantemente, pero sin hacer nada para frenar su decadencia.
A la muerte de este ministro la supresión de la universidad se convirtió en algo inminente para todos. Además, a partir de 1740 los últimos años de la Universidad no fueron más que una lenta agonía. Sus alumnos se entregaban a los excesos más dolosos y se habían convertido en el terror de los vecinos; gracias a ellos, ninguna calle era segura de noche. Entre los profesores no hubo más que discusiones estériles, la competencia por las cátedras sólo se buscaba obtenerlas mediante intrigas y muchas de ellas quedaron vacantes y, por consiguiente, los cursos en muchas ocasiones, suspendidos. El poder real, cansado de tener que resolver cuestiones en disputa entre los distintos miembros de la universidad, la suprimió pura y llanamente fusionándola, mediante un edicto de mayo de 1751, con la Universidad de Toulouse. La Universidad de Cahors había durado cuatrocientos veinte años.
Estuvo integrada por cuatro facultades: teología, derecho, medicina, artes y letras.